# Araucaria hunsteinii
Araucaria hunsteinii ist eine Pflanzenart aus der Gattung der Araukarien (Araucaria ). Sie ist im Nordosten der Insel Neuguinea endemisch.

## Beschreibung

### Erscheinungsbild und Rinde
Araucaria hunsteinii wächst als immergrüner Baum, der Wuchshöhen von bis zu 85 Metern und Brusthöhendurchmesser von bis zu 3 Metern erreichen kann. Damit ragt sie als enorm hoher Emergent weit über das niedrige Kronendach der Bergregenwälder Neuguineas. Die Wuchsform ist pyramidal, die Krone öffnet sich jedoch mit zunehmendem Alter und flacht sukzessive ab. Die dunkelbraune, harzige Borke ist rissig und es blättern korkige Teile ab. Die Rinde der wirtelig angeordneten Zweige ist dunkelrot.

### Blätter
Es liegt Heterophyllie vor. An jungen Bäumen sind die Blätter pfriemförmig. An älteren Bäumen sind die nadelförmigen Blätter bei einer Länge von 6 bis 15 Zentimetern und einer Breite von 1 bis 2 Zentimetern flach und lanzettlich geformt. Die Blattadern verlaufen geradlinig. Man findet die Blätter gehäuft an den Enden der Zweige. Die Sämlinge besitzen zwei Keimblätter (Kotyledonen).

### Zapfen und Samen
Die männlichen Blütenzapfen sind bei einer Länge von 20 Zentimetern und einem Durchmesser von 1,8 bis 2,5 Zentimetern zylindrisch geformt. Sie enthalten lanzettförmige Mikrosporophylle. Die weiblichen Zapfen sind bei einer Länge von 15 bis 20 Zentimetern und einem Durchmesser von etwa 12,5 Zentimetern eiförmig-länglich. Der dreieckige, relativ schmale Samen besitzt eine Länge von rund 2,5 Zentimetern und einen rund 2,5 Zentimeter breiten Flügel.

## Vorkommen und Nutzung
Das natürliche Verbreitungsgebiet von Araucaria hunsteinii umfasst das Bulolo Valley im Nordosten Neuguineas. Weitere Vorkommen soll es im Owen-Stanley-Gebirge und dem Hunstein-Gebirge geben.
In Papua-Neuguinea wird sie in Plantagen angepflanzt. Die Fläche der angepflanzten Bestände umfasst rund 8000 Hektar. Diese Art wurde zu Versuchszwecken in Australien, auf Fidschi sowie auf die Malaiische Halbinsel eingeführt. Der Handelsname ist „Klinki Pine“.
Man findet Araucaria hunsteinii in Höhenlagen von 520 bis 2100 Metern, dort bildet sie vor allem mit verschiedenen Scheinbuchen Mischbestände.

## Systematik
Araucaria hunsteinii ist die einzige Art der Sektion Intermedia innerhalb der Gattung der Araukarien (Araucaria). Die Erstbeschreibung als Araucaria hunsteinii erfolgte 1889 durch Karl Moritz Schumann in Die Flora von Kaiser Wilhelms Land, 11, Tafel 4, f. 8.
Synonyme für Araucaria hunsteinii K.Schum. sind unter anderem Araucaria schumanniana Warb. und Titanodendron hunsteinii (K.Schum.) A.V.Bobrov & Melikyan, Araucaria hunsteinii var. klinkii (Lauterb. ex Engl.) Silba, Araucaria klinkii Lauterb. ex Engl. und Titanodendron klinkii (Lauterb. ex Engl.) A.V.Bobrov & Melikyan.

## Gefährdung und Schutz
Araucaria hunsteinii wird in der Roten Liste der IUCN als „gering gefährdet“ geführt. Es wird jedoch darauf hingewiesen, dass eine neuerliche Überprüfung der Gefährdung nötig ist. Als Hauptgefährdungsgründe wird die Ausbeutung der Wälder zur Gewinnung des hochwertigen Holzes und zur Nutzung als Ackerland genannt. Weiters stellen Feuer und verwilderte Schweine eine Gefahr für die Bestände dar. In Papua-Neuguinea ist die Ausfuhr von Araukarienholz verboten.